# Стюарт, Шеннон
Шеннон Никетт Рэтлифф (англ. Shannon Niquette Ratliff, урожд. Шеннон Никетт Стюарт, англ. Shannon Niquette Stewart), род. 6 июня 1984, Франклин) — американская фотомодель.
Участница конкурса красоты, занявшая второе место в «Miss Ohio USA». Участница 1 и 17 сезона реалити-шоу «Топ-модель по-американски», в 1 сезоне занявшая 2 место, в 17 сезоне — 6 место.

## Топ-модель по-американски
Стюарт соревновалась в первом сезоне шоу «Топ-модель по-американски». В первую неделю конкурса, Шеннон была в числе двух последних участниц и если бы она не выиграла конкурс на этой неделе, она была бы исключена. Тем не менее, следующие две недели Шеннон получила два лучших снимка. Но в полуфинале во время обнажённой фотосессии в Париже, Шеннон и другая участница Робин Манниг отказались принять участие в фотосессии, где надо позировать обнажёнными, из-за их христианской веры. Однако это не помешало Стюарт пройти в финал вместе с Эдрианн Карри и занять второе место.
Также Шеннон участвовала в звёздном сезоне шоу, где собрались самые яркие участницы за все 16 сезонов, где она заняла 6-е место. Стюарт в течение всех сезонов появилась в 8 и 11 сезоне шоу как напарница в одной из фотосессии.

## Карьера

### Карьера модели
Стюарт продолжала после шоу работать как модель, и подписала контракт с Elite Models в Чикаго.
Она была моделью для Nuj Novakhett, Elle Girl Magazine, Teen Vogue, Sydney Magazine, Six Degrees Magazine и Ford Fusion (North America). Шеннон появилась на обложках журналов Arizona Foothills Magazine, и Sound & Vision Magazine. Также она работала для Richard Tyler, Alice and Olivia (2006), Sprite Street Couture (2006), и Elle Girl presents Dare To Be You: Wal-Mart Meets America’s Next Top Models (2005), Fashion Institute of Technology (2006), Gustavo Arango (2006), Alice Dobson (2006) и Fashion week (2006).
В 8 сезоне шоу «Топ-модель по-американски», Стюарт рассказала участницам 8 сезона, что подписала контракт с «Elite Model Management» в Чикаго. Она также работает с «Bleu Model Management».
Она была показана в 11 сезоне шоу «Топ-модель по-американски», как одна из моделей CoverGirl с участницами 11 сезона в действии.

### Конкурс красоты
После шоу America’s Next Top Model, Стюарт участвовала в конкурсе Мисс Огайо, США 2004, проведённого в конце 2003 года. Она впервые заняла второе место на Лорен Келси в этом конкурсе. Стюарт позже соревновались снова в конкурсе Мисс Огайо, США 2006 и в 2005 году, но она только вошла в полуфинал. Титул выиграла другая девушка.

## Личная жизнь
Шэннон является истиной христианкой, не пьёт и не курит и оставалась девственницей до своего брака. Стюарт познакомилась с Мэтью Рэтлиффом, моделью и тоже истинным христианином, а потом вышла за него замуж в 2007 году. Сейчас они живут в Плейнфилд, Индиана. Шеннон взяла фамилию мужа и сейчас её полное имя звучит как Шеннон Никетт Рэтлифф. Но она продолжает работать моделью под именем Шеннон Стюарт.